# Praha-Depo Hostivař
Praha-Depo Hostivař je zvažovaná železniční zastávka na okraji pražských Strašnic, v blízkosti stejnojmenné konečné stanice metra A, těsně na jih od nádraží Praha-Malešice. Zastávka má být součástí rozsáhlejší přeměny Depa Hostivař na významný přestupní uzel s návazností na tramvajové a autobusové spoje a kapacitním parkovištěm P+R.

## Historie
V roce 2018 bylo zřízení nové zastávky Institutem plánování a rozvoje uvedeno jako jedna z podmínek rozvoje městské železniční dopravy v Praze. Zastávka měla mít propojení se stanicemi Praha-Hostivař i Praha-Zahradní Město a zastávkou měla procházet plánovaná linka S49 (Roztoky u Prahy – Praha-Hostivař).
Pražští radní v září 2019 schválili poskytnutí prostředků pro Prahu 10 na vypracování projektové dokumentace.
Podle městské částí Praha 10 by na místě měla nejdříve vzniknout provizorní zastávka, v budoucnu by měla být součástí plánovaných linek S: S49 (Roztoky u Prahy – Říčany), S61 (Úvaly – Praha-Smíchov) a S71 (Praha-Běchovice – Praha-Radotín).